# .swiss
.swiss — национальный домен верхнего уровня (ДВУ) в Швейцарии. Одобрен ICANN 16 октября 2014 г. 
Федеральное ведомство связи (ФВС) начало регистрировать домены .swiss 7 сентября 2015 г. 11 января 2016 г. регистрация стала возможной для публичных и частных предприятий и организаций.

## Выдача
Зарегистрировать домен имеют возможность:
- Предприятия, имеющие запись в торговом реестре
- Публично-правовые объединения
- Общества и учреждения